# دستگاه فروش کاندوم

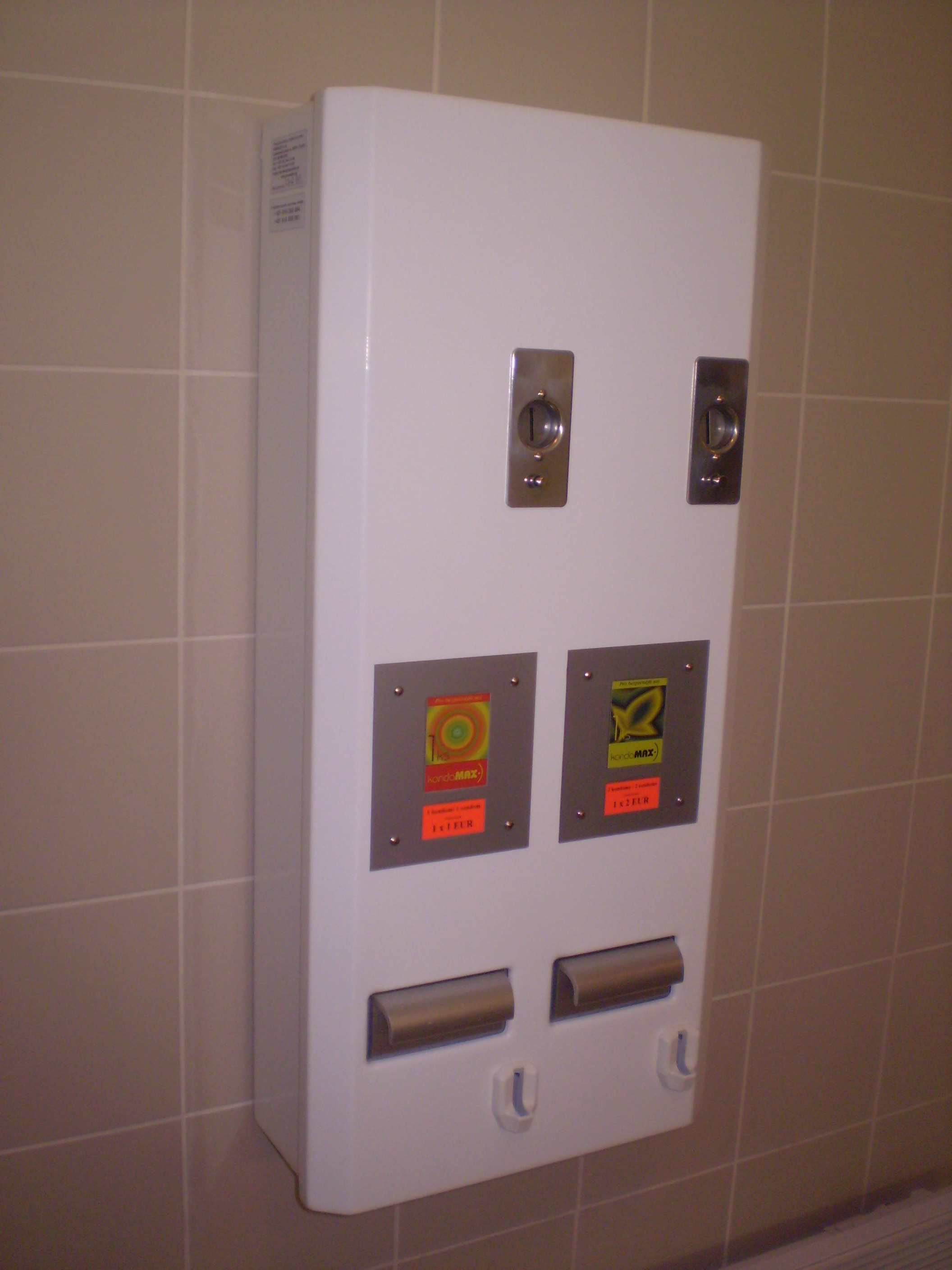
دستگاه فروش کاندوم مورد استفاده در اسلواکی

دستگاه فروش کاندوم نوعی دستگاه خودبردار برای فروش کاندوم است. دستگاه‌های فروش کاندوم معمولاً در توالت‌های عمومی، ایستگاه‌های مترو، ایستگاه‌های راه‌آهن و فرودگاه‌ها به عنوان یک اقدام بهداشت عمومی برای ترویج سکس ایمن قرار داده می‌شوند. بسیاری از داروخانه‌ها نیز یکی از این دستگاه‌ها را در بیرون فضای خود دارند تا دسترسی به آن‌ها در ساعات غیر کاری نیز ممکن باشد. نمونه‌های نادری نیز وجود دارند که کاندوم‌های زنانه را توزیع می‌کنند.

## تاریخچه
ماشین‌های فروش کاندوم در سال ۱۹۲۸ توسط شرکت جولیوس فروم معرفی شدند.

## فرهنگ عامه
در رمان پورترهاوس آبی، درگیری بر سر تلاش برای معرفی چنین دستگاهی به کالج کمبریج، یکی از عواملی است که به قتل منجر می‌شود.

## ایمنی
طبق گفته‌های سازمان غذا و داروی ایالات متحده، هنگام استفاده از کاندوم‌های موجود در دستگاه، باید تاریخ انقضا را بررسی و اطمینان حاصل کرد که کاندوم‌ها از جنس لاتکس هستند و برای پیشگیری از بیماری‌ها برچسب‌گذاری شده‌اند و همچنین دستگاه در معرض نور مستقیم خورشید یا سایر منابع دماهای شدید قرار نداشته باشد.